# 藤井寺教材園
藤井寺教材園（ふじいでらきょうざいえん）は、1929年（昭和4年）に大阪府南河内郡藤井寺町大字岡（現・藤井寺市春日丘）に開設された自然体験学習施設である。
現在の近鉄南大阪線の前身である大阪鉄道は、1920年代後半、「藤井寺経営地計画」に基づき藤井寺駅前地区に上下水道、商店、旅館、幼稚園などの生活施設や野球場、運動場を併せ持った宅地開発を手がけた。その計画の一環として、藤井寺球場南側に建設されたのが藤井寺教材園である。1928年に造園工事に着手し、1929年5月に完成した。2万2000坪の園内中央には自然の松林があり、その周囲に1200坪の水中動植物養殖池が配されていたほか、果樹園、蔬菜園、樹木見本園、温室、花卉園、動物舎などが配置された。
当時、大阪鉄道が発行したパンフには「教材園は本邦嚆矢の試みにして、主として大阪府下における中等學校・小學校生從に豊富なる自然科學研究の資料を供することを目的とし、出來得る限り廣範囲なる動植物（主として教材用）を収輯(集)網羅し、之を分類植栽して現地研究に便ならしむると共に學校の要求に應じ教材の配給をもなしている」と、その設置目的が説明されている。児童生徒の自然学習の体験と、学校用の配布用教材資料の製作が主たる目的であった。大阪鉄道の社史『大鐵全史』（近畿日本鉄道、1952年）によると、園内で製作された教材は大阪市内の120の学校で使用されたという。その後、数多くの学校が教材園の敷地内に分校や第二学舎を建設するようになった。
住宅地に隣接してこうした施設を設けるコンセプトは、「藤井寺経営地」の全体プランを構想した造園学者・大屋霊城の理想を強く反映したものであった。大屋は自らの理想とする都市を「花苑都市」と呼んでいた。
しかし、大阪鉄道の経営悪化を理由にわずか4年後の1933年（昭和8年）に閉鎖された。
教材園の跡地は大阪女子短期大学や春日丘団地に転用されたが、松林にあった巨大な松のうちの数本は今でもサンヴァリエ春日丘敷地内に残っている。